# كيري وونغ
كيري وونغ (بالإنجليزية: Keri Wong)‏ هي لاعب كرة مضرب أمريكية، ولدت في 25 ديسمبر 1989 في جاكسون في الولايات المتحدة.

## وصلات خارجية
- كيري وونغ على موقع رابطة محترفات التنس (الإنجليزية)
- كيري وونغ على موقع الاتحاد الدولي لكرة المضرب (الإنجليزية)
- كيري وونغ على موقع خلاصة التنس.كوم (الإنجليزية)